# Air Combat
Este artículo trata sobre el videojuego. Puede ver también la saga de videojuegos de Ace Combat.
Air Combat es un videojuego de simulación de vuelo de combate de 1995 desarrollado y publicado para PlayStation por Namco. Fue lanzado como un título de lanzamiento para el sistema en América del Norte.
Air Combat es también un videojuego recreativo de Namco de 1992 que simula un F-16. El juego trata de luchar con las armas de los aviones en tres niveles de juego; Cadete, Capitán y Ace. Este juego fue el predecesor de los videojuegos de la saga en PlayStation. Tiene una continuación en la versión recreativa Air Combat 22.

## Jugabilidad
Air Combat es un videojuego de simulador de vuelo de combate. Se presenta en un formato más arcade en marcado contraste con otros juegos de simulación de vuelo. El jugador controla uno de los dieciséis aviones diferentes, incluidos el F-4 Phantom, el Su-27 Flanker e incluso el Stealth, y debe completar cada uno de los diecisiete niveles del juego, cada uno con objetivos de misión que deben cumplirse. Las misiones van desde destruir un escuadrón de cazas enemigos, proteger una base aliada del fuego enemigo o destruir un enorme acorazado. Completar misiones otorga dinero al jugador, que puede usarse para comprar nuevos cazas en su propio hangar personal. También se puede ganar dinero extra destruyendo enemigos "no objetivo" opcionales.
A partir de la cuarta misión del juego, se puede emplear un wingman en la batalla que ayudará a proteger al jugador y luchar junto a él. Se pueden contratar miembros adicionales al ganar dinero adicional durante el combate. El juego avanza en un formato lineal. Junto a la campaña principal para un jugador, también hay un modo de combate a muerte multijugador en pantalla dividida, en el que dos jugadores intentan destruirse entre sí en el menor tiempo posible. Los jugadores también pueden desbloquear nuevos cazas y minijuegos especiales al completar objetivos específicos en varios puntos del juego. Los jugadores también pueden cambiar entre una opción de cámara en primera persona y en tercera persona.

## Trama
La historia se inicia cuando unos terroristas comienzan a destruir masivamente un país desconocido. Los esfuerzos para derrotar estos terroristas a través de recursos convencionales fallan y la situación se pone difícil. En respuesta, se recluta a un mercenario de la fuerza aérea para plantar cara al enemigo y liberar a la nación de las fuerzas terroristas.

## Aviones
Air Combat  tiene diferentes aviones para elegir, cada uno con ventajas y debilidades diferentes, que pone en manos del jugador para determinar qué aeronave es la mejor para cada misión. A diferencia de sus continuaciones, Air Combat aplica un color diferente a cada avión una vez que se compra.
Esta es la lista de aviones:
- F-4 Phantom II
- F-14 Tomcat
- F-15 Eagle
- F-16 Fighting Falcon
- F-117 Nighthawk
- F/A-18 Hornet
- F-22 Raptor
- YF-23 Black Widow II
- Fairchild Republic A-10 Thunderbolt II
- MiG-29 Fulcrum
- MiG-31 Foxhound
- Su-27 Flanker
- EF-2000
- R-C01
- SF-39
- TND-F2

## Desarrollo y lanzamiento
Air Combat fue creado por el diseñador de Namco Masanori Kato y el productor Kazumi Mizuno. Los ejecutivos de la compañía encargaron a los dos que crearan un puerto base del juego de arcade Air Combat para la entonces nueva consola PlayStation. El juego de arcade se publicó en 1993 para el hardware System 21 con tecnología de polígonos de Namco y se destaca por sus gráficos en 3D y capacidades tecnológicas. Los problemas surgieron al principio del desarrollo para el puerto de origen, ya que el personal no creía que el hardware de PlayStation fuera lo suficientemente potente como para representar correctamente el juego de la versión arcade. En ese momento, Namco se centró principalmente en desarrollar versiones de juegos de arcade como Ridge Racer y Cyber Sled, que a menudo contenían contenido exclusivo para sus lanzamientos de PlayStation. Creyendo que las características exclusivas de la consola darían a los consumidores más incentivos para comprarlo, el equipo decidió descartar un puerto sencillo y en su lugar crear un nuevo juego basado en la mecánica central del juego de arcade. El planificador del proyecto, Asahi Higashiyama, creía que el hardware superior de PlayStation podría permitir un mayor potencial en el juego y espacio para la expansión.
Air Combat se lanzó en Japón el 30 de junio de 1995 como Ace Combat. Fue lanzado en Norteamérica el 9 de septiembre como título de lanzamiento de la consola y en Europa por Sony Computer Entertainment Europe el 13 de octubre. El 9 de agosto de 1996, fue relanzado en Japón bajo la gama de títulos económicos The Best de Sony. El 25 de agosto de 2005 se lanzó una versión para teléfonos móviles japoneses para el proveedor de contenido EZweb.

## Recepción
Air Combat resultó ser un éxito comercial para Namco. Solo en Japón, el juego vendió más de 246.000 copias en su primera semana, y casi 600.000 en total. En 2008, el juego vendió más de 2.23 millones de copias, lo que lo convierte en el segundo juego más vendido de la franquicia detrás de Ace Combat 04: Shattered Skies. Famitsu le otorgó el premio "Silver Hall of Fame", mientras que Electronic Gaming Monthly lo otorgó como "Mejor Simulador de Vuelo de 1995".
Los críticos se centraron principalmente en la jugabilidad, que sentían que tenía una naturaleza adictiva, similar a una sala de arcades. GameFan lo describió como "fácilmente el mejor simulador de vuelo". IGN, quien lo comparó favorablemente con Warhawk, elogió su jugabilidad por estar lleno de acción, al igual que Allgame y Coming Soon. A Allgame también le gustó el carácter adictivo y la longevidad del juego. Famitsu declaró que el juego era divertido y tenía mucha variedad y acción, pero podría haber usado niveles adicionales. Varios críticos argumentaron que el juego comenzó a un ritmo lento y aburrido al principio, pero se volvió muy divertido después de un tiempo; GamePro escribió que los jugadores pacientes "gradualmente quedarían atrapados en la apasionante jugabilidad". En su breve cobertura del juego en 1997, Next Generation argumentó que el juego no se mantuvo bien en comparación con otros juegos, diciendo que era un simulador de vuelo decente pero no tan divertido como sus competidores. Los controles también fueron elogiados, con Coming Soon y Famitsu diciendo que lo convirtió en uno de los simuladores de vuelo más realistas para una consola. Air Combat también fue elogiado por sus escenas cinematográficas, efectos de sonido realistas, y la cantidad de desbloqueables.
Los gráficos y la presentación de Air Combat fueron criticados y los revisores los consideraron de mala calidad. Allgame mostró confusión al respecto, debido a que los otros juegos de PlayStation de Namco de la época tenían gráficos de alta resolución. IGN dijo que los gráficos, que criticaron por su constante parpadeo, eran el punto más débil del juego, junto con su mala presentación. GamePro también criticó las imágenes por ser insípidas y poco atractivas. En marcado contraste, tanto GameFan como Coming Soon los elogiaron por su realismo y detalle. Al igual que IGN, Famitsu también afirmó que los gráficos eran el punto más bajo del juego, argumentando que su predecesor de arcade Air Combat 22 tenía imágenes mucho mejores. A los críticos les gustó la variedad de misiones del juego en los niveles posteriores por no simplemente repetir las anteriores. Allgame en particular dijo que le dio al juego mucha rejugabilidad por esta razón, al igual que Famitsu. GamePro los etiquetó como "pulidos", pero argumentó que los anteriores eran bastante aburridos. La banda sonora también recibió elogios, y Allgame la incluyó entre las mejores características del juego.

## Legado
Air Combat generó una de las franquicias más exitosas de Namco, que retuvo el nombre japonés de Ace Combat para todas las regiones. Estableció las bases básicas de la serie y es visto como un juego importante e influyente en el género de simuladores de vuelo de combate. La primera secuela fue Ace Combat 2 en 1997, agregando nuevas misiones, aviones de combate y la capacidad de realizar giros de alta gravedad. Fue seguido por Ace Combat 3: Electrosphere de temática futurista en 1999, que empleó una historia ramificada que cambió según la decisión del jugador. Ace Combat 04: Shattered Skies fue publicado para PlayStation 2 en 2001, sucedido por Ace Combat 5: The Unsung War en 2004, el último juego de Ace Combat desarrollado por Namco. Los entonces recién formados Namco Bandai Games lanzaron Ace Combat Zero: The Belkan War en 2006 para PlayStation 2, y Ace Combat 6: Fires of Liberation para Xbox 360 en 2007, siendo este último el primero de la serie en incorporar multijugador en línea y contenido descargable. Ace Combat: Assault Horizon fue lanzado en 2011 para múltiples plataformas, seguido por el juego multijugador en línea Ace Combat Infinity en 2012. Bandai Namco Entertainment lanzó Ace Combat 7: Skies Unknown en 2019, que agregó soporte de realidad virtual.
También se produjeron varios spin-offs portátiles. Ace Combat Advance se lanzó en 2005 para Game Boy Advance en América del Norte y Europa, siendo el único juego de la serie que no se lanzó en Japón. En 2006, Ace Combat X: Skies of Deception fue lanzado para PlayStation Portable, utilizando la funcionalidad de descarga del sistema para admitir el modo multijugador. Ace Combat Xi: Skies of Incursion se publicó en 2009 para dispositivos iOS; desde entonces se ha eliminado de la App Store. Una secuela de Ace Combat, titulada Ace Combat: Joint Assault, fue lanzada en 2010 para PlayStation Portable. Ace Combat: Assault Horizon Legacy fue lanzado para Nintendo 3DS en 2012; a pesar del título, tiene poca o ninguna relación con el Assault Horizon original. Legacy fue relanzado en 2015 como Ace Combat: Assault Horizon Legacy +, agregando soporte para amiibo y manejo de control para New Nintendo 3DS.